# U.S. Cellular
La United States Cellular Corporation, che opera come US Cellular, è un operatore di rete mobile americano che possiede e gestisce la quarta più grande rete di telecomunicazioni wireless negli Stati Uniti, servendo 4,9 milioni di clienti in 426 mercati in 23 stati a partire dal secondo trimestre del 2020. L'azienda ha sede a Chicago, Illinois.
U.S. Cellular è stata costituita nel 1983 come sussidiaria di Telephone and Data Systems Inc., che possiede una quota dell'84%.
È membro dell'Istituto europeo per le norme di telecomunicazione (ETSI).

## Storia (Timeline)
- Nel 1998, US Cellular lancia il suo primo sito web.
- Nel 2003, US Cellular ha acquisito i diritti di denominazione per lo stadio di baseball utilizzato dai Chicago White Sox. Precedentemente noto come Comiskey Park, lo stadio è stato ufficialmente ribattezzato U.S. Cellular Field (da allora il suo nome è stato cambiato di nuovo in Guaranteed Rate Field nel 2016). U.S. Cellular e Cingular (ora di proprietà di AT&T Mobility) si scambiano risorse wireless. U.S. Cellular riceve un nuovo spettro nei mercati adiacenti o sovrapposti alle operazioni esistenti in 13 stati in cambio delle sue licenze in Georgia e nel nord della Florida. U.S. Cellular costruisce e lancia 12 nuovi mercati dagli asset della transazione nei prossimi due anni, tra cui Oklahoma City e St. Louis. U.S. Cellular lancia Easyedge, la sua suite di servizi dati wireless.
- Nel 2004, US Cellular cede i suoi mercati del Texas meridionale.
- Nel 2005, US Cellular entra nel mercato di St. Louis, che diventa così il secondo mercato più grande di US Cellular, dopo Chicago. U.S. Cellular presenta SpeedTalk, il suo servizio simile a un walkie-talkie.
- Nel 2006, US Cellular acquisisce il resto del TN-RSA 3 del Tennessee orientale, precedentemente noto come Eloqui Wireless. Possedendo già una partecipazione di 1/6 nell'impresa, US Cellular ha acquistato i restanti 5/6 delle azioni.
- Nel 2007, US Cellular acquista IA RSA 15 nel nord-ovest dell'Iowa.
- A partire dal terzo trimestre 2007, le entrate mensili per utente di US Cellular sono pari a $ 52,71.
- Nel quarto trimestre del 2007, US Cellular ha registrato entrate per i dati di $ 368 milioni. Il loro ricavo mensile medio per unità è di $ 51,13. Avevano un tasso di abbandono del pagamento posticipato al dettaglio dell'1,4%. Hanno 6.383 siti cellulari totali, hanno investito 566 milioni di dollari nei siti cellulari e nelle infrastrutture.
- A partire dal secondo trimestre del 2008, U.S. Cellular si stava preparando a lanciare 3G / EVDO revisione A per mercati selezionati.
- Il 28 ottobre 2008, U.S. Cellular ha lanciato Mobile Broadband, un servizio che consente ai clienti di accedere ai dati sui loro telefoni cellulari 10 volte più velocemente di prima. Ha portato servizi e funzionalità simili ad ADSL ai clienti attraverso la tecnologia EVDO (Evolution-Data Optimized), comunemente indicata come 3G. Il servizio è stato lanciato a Chicago e Rockford, Illinois; Indiana nordoccidentale; Tulsa, Oklahoma; Des Moines, Iowa e Wisconsin meridionale, con altre città che seguiranno all'inizio del 2009.
- Il 1º maggio 2009, U.S. Cellular ha lanciato la banda larga mobile nella maggior parte dell'Iowa ad eccezione dell'Iowa occidentale. Oltre all'Iowa, alcune parti del Tennessee fanno ora parte dell'area di copertura della banda larga mobile di U.S. Cellular.
- Al 30 giugno 2009 U.S. Cellular ha ampliato la sua copertura a banda larga mobile nella maggior parte del Wisconsin, Illinois centrale e settentrionale, con altre a seguire.
- Nell'estate del 2009, US Cellular ha lanciato la banda larga mobile in alcune parti del Maine e del New Hampshire, nonché nelle aree circostanti Tulsa.
- Jay Ellison, vicepresidente esecutivo delle operazioni dell'azienda, è andato in pensione alla fine del 2009.
- Il 31 maggio 2010, l'ex CEO Jack Rooney si è ritirato dalla società.
- Il 1º giugno 2010, Mary N. Dillon ha assunto la carica di CEO.
- A partire dal 16 luglio 2010, U.S. Cellular ha lanciato Nationwide 3G Data Roaming, consentendo ai clienti che si trovano al di fuori dell'area di copertura nativa di U.S. Cellular di effettuare il roaming sulla rete di AT&T Mobility senza costi aggiuntivi.
- Il 1º ottobre 2010, US Cellular ha presentato il Belief Project.
- Il 6 maggio 2011, US Cellular ha annunciato che offrirà 4G LTE entro la fine del 2011.
- Il 22 giugno 2011, U.S. Cellular ha lanciato il Motorola Xoom, un tablet con Android Honeycomb.
- Il 7 novembre 2012, US Cellular ha annunciato la vendita di diversi mercati (clienti e spettro) a Sprint Corporation. Ciò includeva il loro mercato interno di Chicago.
- Il 30 aprile 2015, U.S. Cellular ha interrotto il negozio BREW EasyEdge per telefoni funzionali / di base. Anche i servizi per la versione EasyEdge di My Contacts Backup, City ID, AccuWeather, Your Navigator e Do Not Disturb sono stati interrotti.
- Il 30 settembre 2015, U.S. Cellular ha interrotto il servizio di album online che veniva utilizzato per caricare le foto scattate sui telefoni nel loro album fotografico online. L'interruzione del servizio ha anche rimosso la possibilità per i telefoni con MMS disabilitato di ricevere messaggi multimediali tramite collegamenti Web.
- L'8 giugno 2016, Google ha annunciato di aver stretto una partnership con U.S. Cellular come parte del servizio Google Fi MVNO. U.S. Cellular è entrata a far parte di T-Mobile US e Sprint Corporation come partner di Google e ha contribuito con la loro rete e il servizio LTE alla "rete di reti".

## Tecnologia delle reti

### Rete CDMA / 3G
In origine, U.S. Cellular utilizzava telefoni cellulari analogici, poi Digital AMPS "TDMA" nella maggior parte dei mercati, ma la società ha iniziato a passare alla tecnologia 1xRTT CDMA nel 2003. Dopo il passaggio, U.S. Cellular ha interrotto tutti i servizi analogici e TDMA.
A partire dal 2009, U.S. Cellular ha convertito la sua rete in EVDO che offriva velocità 3G.
L'azienda offre una copertura 3G nazionale tramite accordi di roaming. La copertura nativa è principalmente nel Pacifico nord-occidentale, nel Midwest, in alcune parti dell'Est e del New England. Sebbene abbia sede a Chicago, U.S. Cellular non ha offerto servizi nell'area metropolitana di Chicago fino a quando non ha acquisito territori da PrimeCo Communications tra il 2002 e il 2003, dopo la formazione di Verizon Wireless.

### Rete 4G LTE
U.S. Cellular ha annunciato che inizierà a offrire la copertura 4G ai clienti a partire dal primo trimestre del 2012. Proprio come gli altri concorrenti wireless più grandi, l'azienda ha deciso di utilizzare LTE per la sua copertura 4G. Il lancio è stato pianificato per città selezionate in Iowa, Wisconsin, Maine, North Carolina, Texas e Oklahoma. Questi includono alcuni dei principali mercati di US Cellular come Milwaukee, Madison e Racine, Wis .; Des Moines, Cedar Rapids e Davenport, Iowa; Portland, Bangor e Houlton, Maine; e Greenville, N.C. A partire dal 14 novembre 2012, U.S. Cellular ha aggiunto altri mercati 4G LTE, tra cui Southern Oregon (aree di Roseburg, Grants Pass e Medford).
La rete LTE di US Cellular si basa principalmente su due bande LTE a bassa frequenza; 12 e 5. Grazie all'accordo con King Street Wireless, US Cellular ha accesso ai blocchi A, B e C inferiori a 700 MHz nella maggior parte dei loro mercati operativi. La larghezza di banda dello spettro su LTE include 5 * 5 o 10 * 10 MHz sulla banda 12700 MHz 5 * 5 MHz sulla banda 5850 MHz 5 * 5 o 10 * 10 MHz sulla banda 4 AWS 1
Lo spettro supplementare nella banda 2 1900 PCS e nella banda 4 2100/1700 AWS 1 e 3 bande possono essere distribuiti sulla rete LTE di US Cellular per capacità aggiuntiva in futuro. Inoltre, lo spettro cellulare aggiuntivo a 850 MHz potrebbe essere riconfermato da 1X CDMA per creare un canale 10 * 10 MHz più ampio assegnato per LTE.
US Cellular ha pianificato di lanciare il suo primo mercato con VoLTE durante il primo trimestre del 2017. La società ha iniziato le prove VoLTE nel 2016 e continuerà ad aggiornare le apparecchiature in mercati selezionati per consentire al processo di prova di continuare dopo il lancio ufficiale dei servizi.
Nel dicembre 2019, US Cellular è stato scoperto in un'indagine FCC per aver mentito sulla sua copertura 4G LTE fino al 38%, riuscendo a raggiungere le velocità minime stabilite dal governo solo il 45% delle volte.

### Rete 5G
U.S. Cellular ha annunciato l'intenzione di lanciare il suo primo telefono con supporto 5G, il Samsung Galaxy S20, nonché mappe di copertura per la sua prima rete commerciale 5G nelle zone urbane e rurali dell'Iowa e del Wisconsin nel febbraio 2020.